# Спідвей в Польщі

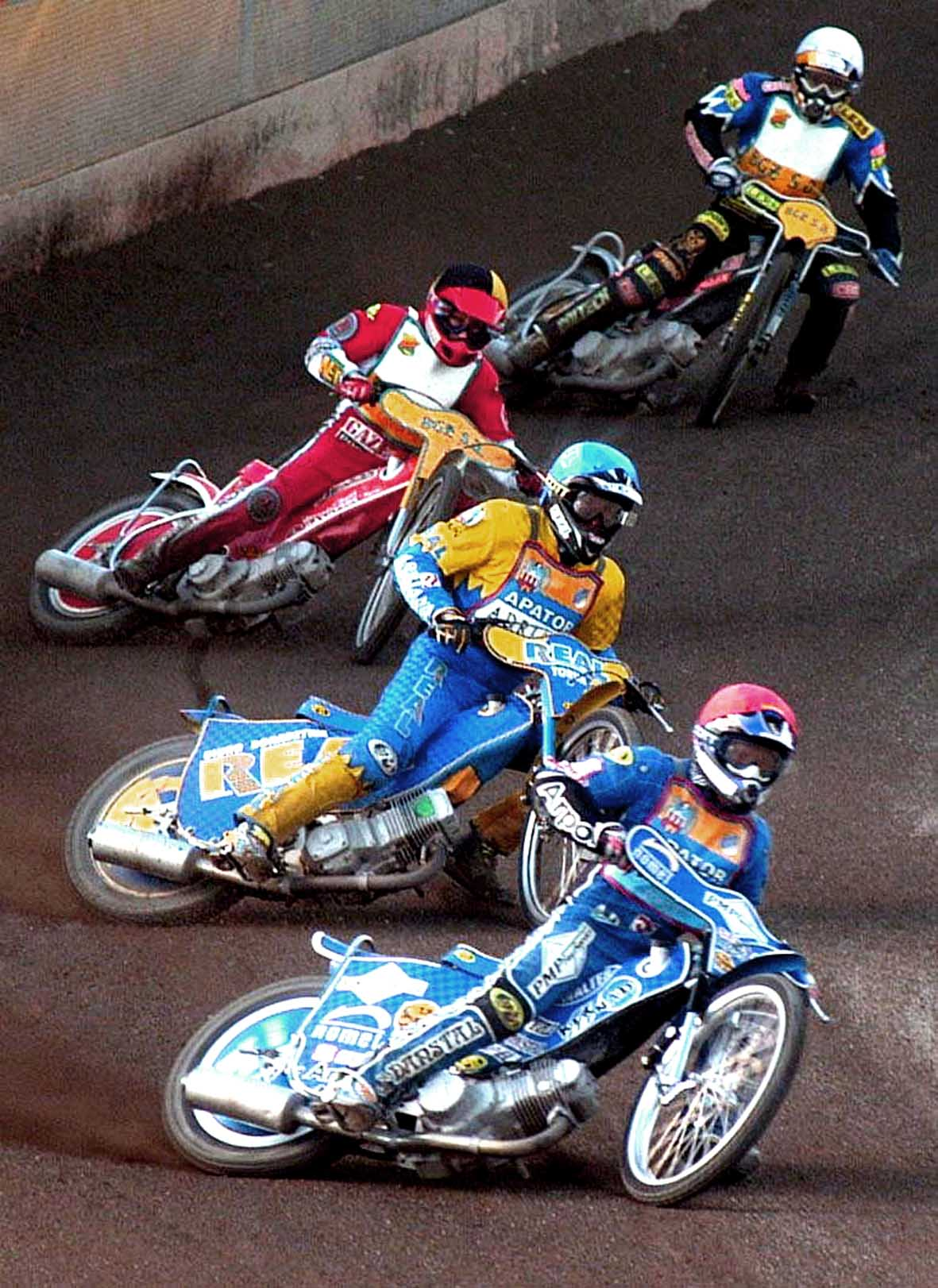
Матч Апатор Торунь - Полонія Піла

Спідвей — один з найпопулярніших видів спорту в Польщі. Польська Екстраліга має найвищий  рівень відвідуваності серед інших видів спорту в Польщі. Перші змагання в Польщі відбулися в 1930-х роках.
Спідвеєм в Польщі керує Головна спідвейна комісія (Główna Komisja Sportu Żużlowego, GKSŻ), яка входить до складу Мотоциклетної Федерації Польщі (Polski Związek Motorowy, PZM). МФМ є членом Міжнародної Мотоциклетної Федерації (FIM) і Європейського  Мотоциклетного Союзу (UEM).

## Національна команда
Польська збірна виховала двох  чемпіонів світу - Єжа Щакеля, який став чемпіоном в 1973 році і Томаша Голоба, який переміг  у Особистому Чемпіонаті Світу зі Спідвею у 2010 році. Польські юніори є найкращими в світі. Починаючи з 2005 року, Польська національна команда юніорів віком до 21 року вигравала Чемпіонат світу   (востаннє  у 2007 році ). Крім того, з 2000 року польські юніори здобували перемогу у Особистому Чемпіонаті Світу U-21. Польські гонщики ставали чемпіонами світу сім разів в категорії до 21 року (востаннє Кароль Зомбік на ISJWC 2006 року).

## Чемпіонати
У Польщі є три типи чемпіонатів зі спідвею : індивідуальний (Indywidualne Mistrzostwa Polski, IMP), парний (Mistrzostwa Polski Par Klubowych, MPPK), і командний, який складається з трьох ліг (Drużynowe Mistrzostwa Polski, DMP). Чемпіонати юніорів U-21 також складаються з трьох категорій: індивідуальний ( Młodzieżowe Indywidualne Mistrzostwa Polski, MIMP), парний (Młodzieżowe Mistrzostwa Polski Par Klubowych, MMPPK), та командний (Młodzieżowe Drużynowe Mistrzostwa Polski, MDMP). 

### Команди
У Польщі є три ліги зі спідвею:
1. Екстраліга (Ekstraliga żużlowa)
2. Перша ліга (Pierwsza Liga)

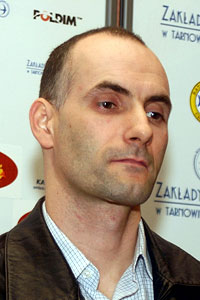
Дійсний чемпіон Польщі, Томаш Голлоб.

3. Друга Ліга (Druga Liga).  З 2004 року до другої ліги входять клуби з інших країн, такі як:

- Латвія : « Локомотив Даугавпілс» (з 2005 року, колишній "Спідвей Даугавпілс")
- Угорщина : Мішкольц (з 2006 р.)
- Чехія : Олімп Прага (2007, або Маркета Прага)
- Україна : СКА Спідвей Львів (2004), SC Trofimow Рівне (2005), Україна Рівне (2006), Спідвей Рівне (2008), Каскад Рівне (з 2009 року).

У сезоні 2009 року Екстраліга та Перша ліга складалися з восьми команд. Друга Ліга включає сім команд. Зокрема,   KS Toruń (з 1976 р.) ніколи не переходила в нижчу лігу.

## Змагання

### Кубок Польщі
- Особистий чемпіонат Польщі ( Indywidualny Puchar Polski, IPP )
- Командний Чемпіонат Польщі ( Drużynowy Puchar Polski, DPP )

### Турніри шоломів
Головна Спідвейна Комісія організовує змагання «Золотий шолом», «Срібний шолом» та «Бронзовий шолом».
1. Золотий шолом (Złoty Kask, ZK) -це щорічні змагання , в яких змагаються дванадцять спідвеїстів Екстраліги і чотири спідвеїсти Першої ліги. Переможець отримує новий мотоцикл Java.
2. Срібний шолом (Srebrny Kask, SK) - це індивідуальні змагання  для шістнадцяти спідвеїстів  Екстраліги віком до 21 року,  десяти топ-гонщиків Першої ліги, і шести топ-гонщиків  Другої Ліги.
3. Бронзовий шолом (Brązowy Kask, BK) - індивідуальні змагання, подібні до Срібного шолома, за винятком того, що спідвеїсти повинні бути молодше 19 років. На ці змагання команди призначають своїх вихованців.

### Товариські змагання
Інші змагання включають (індивідуальні зустрічі), наприклад:
1. Mieczysław Połukard Criterium of Polish Speedway Leagues Aces ( Kryterium Asów Polskich Lig lowużlowych im. Mieczysława Połukarda) , який проводиться на  стадіоні "Полонія" в Бидгощі. Він вважається офіційним відкриттям сезону.
2. Ланцюжок гребеня міста Острува (ńańcuch Herbowy Miasta Ostrowa), який проводиться в Оструві- Велькопольському. Це офіційні змагання кінця сезону.
3. Меморіал Альфреда Смочика (Memoriał im. Alfreda Smoczyka) Альфред Смочик був першою зіркою польського спідвею. Він успішно змагався на голландських треках наприкінці 1940-х років, але помер у ДТП у жовтні 1950 року. Ця зустріч проводиться щороку з 1951 року в Лешно , де він жив, на стадіоні ім. Альфреда Смочика.
4. Меморіал Едуарда Джанкара ( Memoriał im. Edwarda Jancarza ) у місті Гожув-Велькопольський.

## Speedway Grand Prix в Польщі
У сезоні 2010 року в Польщі були проведені три змагання Grand Prix Speedway :
1. В Бидгощі на стадіоні Полонія
2. В Лешно на стадіоні Альфреда Смочика і
3. В Торуні на Мото-Арені Торунь.

Раніше змагання SGP проводилися в:
1. Хожуві на Сілезькому стадіоні (2002–2004) та
2. Вроцлаві на Олімпійському стадіоні (1995–97, 1999-00, 2004–07)

## Відомі спідвеїсти
- Томаш Голлоб (народився 1971 р.):восьмиразовий чемпіон Польщі (востаннє в 2009 р.)
- Анджей Хуща (нар. 1957 р.): змагався з 1975 по 2007 рік
- Едвард Джанкарз (1946–1992)
- Руне Хольта (1973 року народження): єдиний переможець Польської першості, який є натуралізованим громадянином Польщі (народився норвежцем ).
- Зенон Плех (р. 1953): п'ятиразовий Чемпіон Польщі, подвійний призер (1973 і 1979 рр.)
- Мечислав Полукард (1930–1985): перший польський спідвеїст, який їздив у фіналі індивідуального чемпіонату світу 1959 року
- Альфред Смочик (1928–1950)
- Єжи Щакель (р. 1949): перший чемпіон світу у Польщі в 1973 році
- Павло Валошек (р. 1938)
- Антоні Ворина (р. 1941)